# Max Chilton
Maximilian Alexander Chilton (Surrey, 1991. április 21. –) brit autóversenyző, aki 2013-ban debütált a Formula–1-ben, az orosz Marussia pilótájaként. 2022-től a McMurtry Automotive cég munkatársa.

## Pályafutása

### Gokart
10 évesen kezdett el gokartozni, amit előbb 2 évig tanult, majd a juniorok közzé csatlakozott. A Super 1 National Championships Kart sorozatban többször is dobogón szerepelt, míg nem 14 évesen kategóriát váltott.

### T Car
2005-ben érkezett a kategóriába, ahol a 14-17 évesek között szerepelt. Első évében a 8. helyen végzett, de a T Cars Autumn Trophy kiírásban a 3. helyett szerezte meg. Következő évben 7 futamot nyert meg, míg riválisa Luciano Bacheta 6 futamon győzött. Három ponttal marad le a VB címről Chilton.

### Formula–3

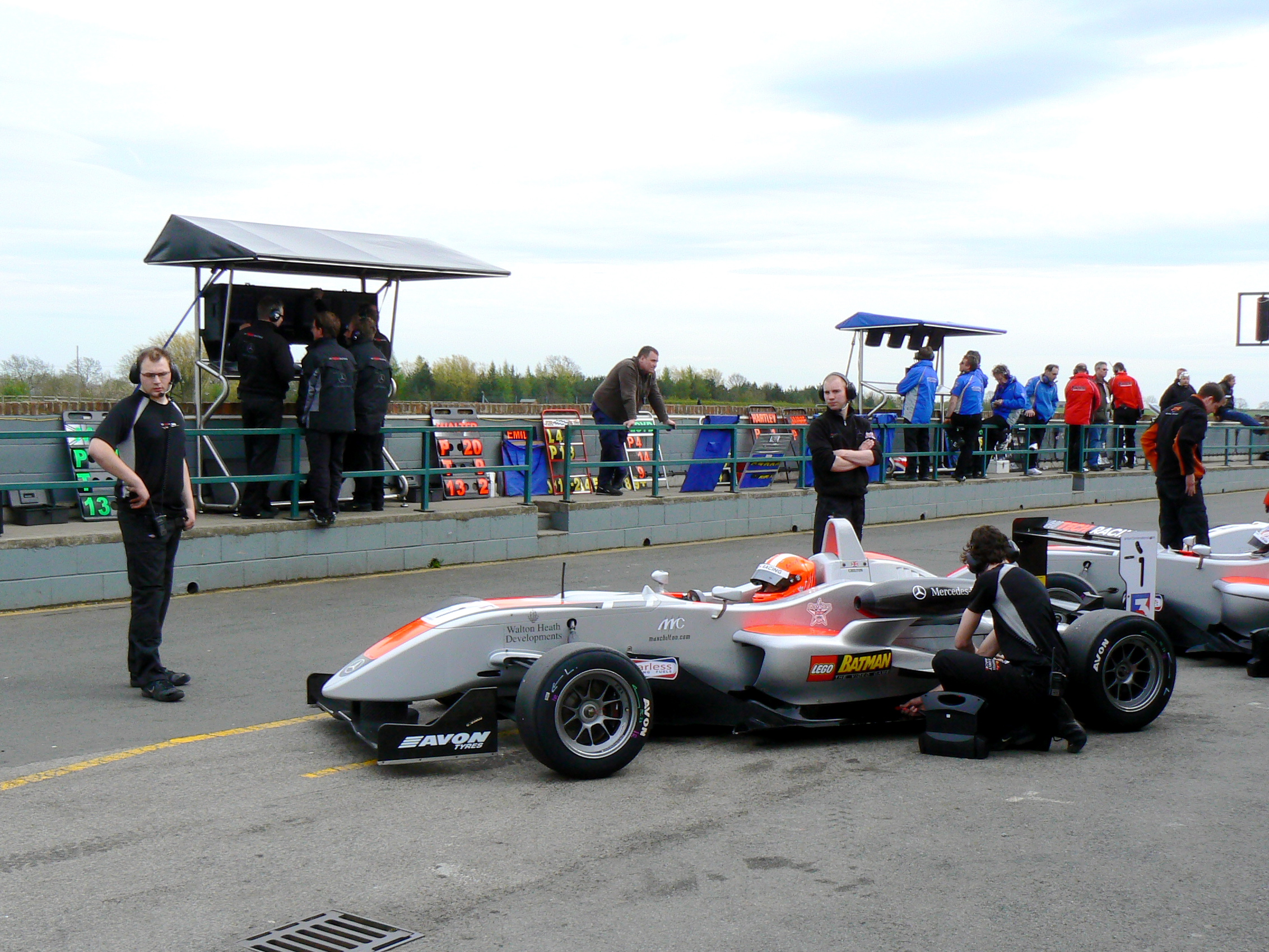
Chilton 2008-ban a Brit Formula–3-as bajnokság versenyén

2007-ben debütált a Brit Formula–3-as bajnokságban az Arena Motorsport versenyzőjeként. Egy speciális engedéllyel versenyezhetett, mivel csak 16 éves volt ekkor. A 11. hely volt a szezonbeli legjobb eredménye, amit Bukaresten és Brands Hatchon ért el. A következő szezonban David Hayle csapattársaként szerepelt a Hitech Racing csapatánál és a szezon végén a 10. helyett szerezte meg. A szezon során volt két pole pozíciója, Monzában és Rockinghamben. Két dobogós hely, az Oulton Parkban és Rockinghamben. 2009-ben átigazolt a Carlin Motorsport-hoz, ahol az első négy versenyen három pole pozíciót szerzett. Két futam győzelme volt a szezon során, Portugáliában és Brands Hatchben. Végül a 4. helyen végzett az összetett bajnokságban.

### GP2

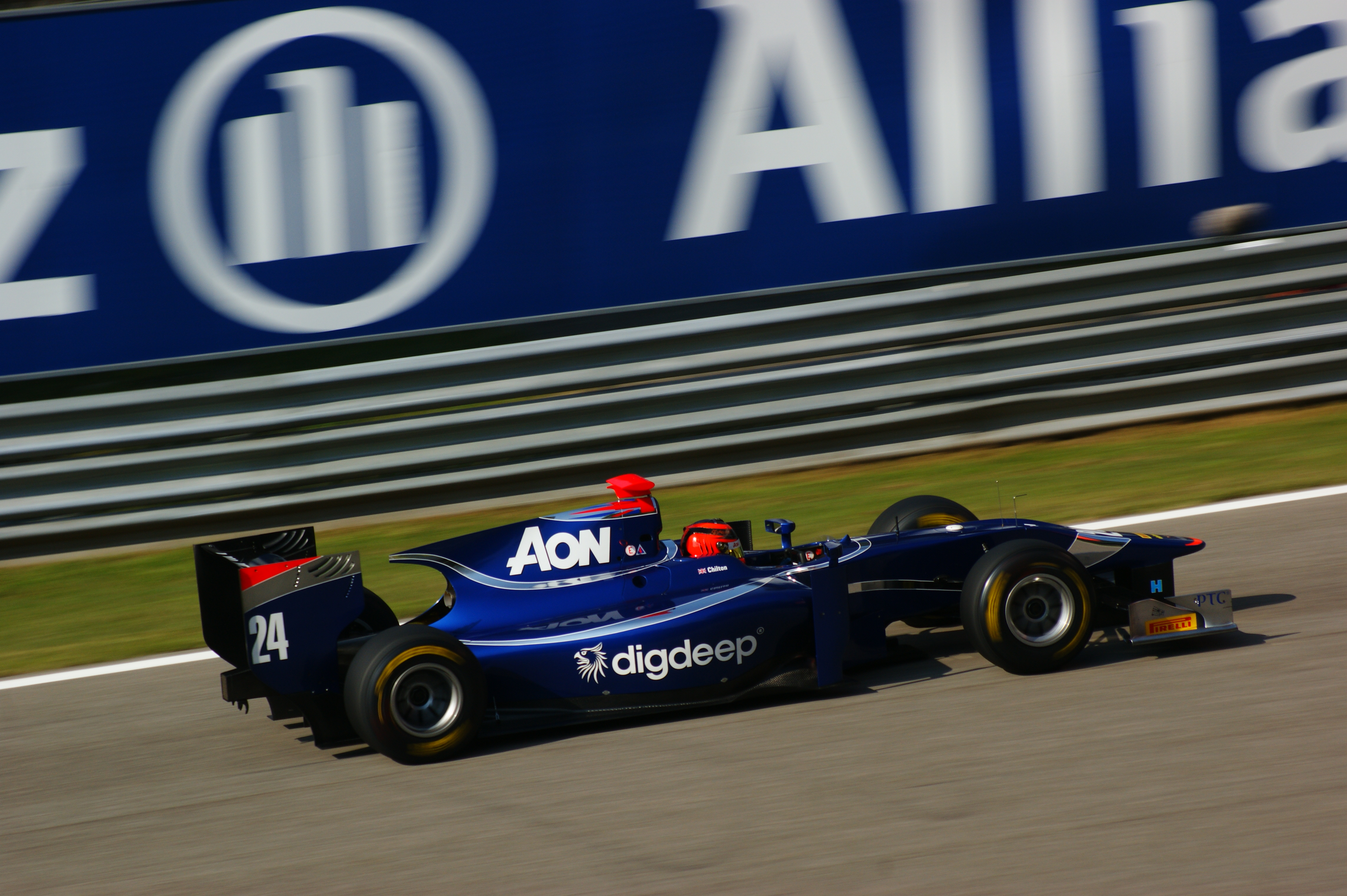
Chilton 2011-ben Monzában

A 2009–2010-es GP2 Asia Series-ben a Barwa Addax csapat pilótájaként debütált. A szezon közben a Ocean Racing Technology csapat pilótája is volt.
2011-ben a Carlin csapatánál versenyzett. Mihail Aljosin és Álvaro Parente voltak a csapattársai. A GP2 Asia Series-ben a 22. helyen végzett az évad végén, míg a fősorozatban a 20. helyen. A következő évben maradt a csapatnál, csapattársa Rio Haryanto lett. Rögtön a szezonnyitó versenyen a 3. helyen végzett, majd a Hungaroringen pole-ból nyerte meg a versenyt. A szezon során egyenletes teljesítményt nyújtott, aminek eredményeképpen a VB 4. helyén végzett.

### Formula–1
2011 novemberében a Force India autóját vezethette a fiatalok tesztjén Abu-Dzabiban a Yas Marina Circuit versenypályán. Ez volt a második alkalom, hogy Formula–1-es autót tesztelt. Később a Marussia F1 Team tesztpilótája lett a 2012-es évad második felétől a japán nagydíjat követően. Abu-Dzabiban részt vett az első szabadedzésen. 2012. december 18-án bejelentették, hogy ő lesz a csapattársa Timo Glocknak. 2013. január végén bejelentették, hogy Glock elhagyja a csapatott és helyére Luiz Razia érkezik. Ez az információ azonban valótlannak bizonyult, mert Chilton csapattársa a francia Jules Bianchi lett a 2013-as idényre. A páros változatlan maradt 2014-ben is. Chilton a 2013-as szezon összes, szám szerint 19 futamán célba ért, ezzel rekordot állított fel. Sorozata csupán a 2014-es kanadai nagydíjon szakadt meg, ahol baleset miatt esett ki. Ekkorra sorozatban 25 futamon ért célba.
2014-ben a belga nagydíjon bejelentették, hogy anyagi okok miatt a nagydíjhétvégén az amerikai Alexander Rossi helyettesíti. Azonban a péntek délelőtti szabadedzésen ezt megcáfolták, Rossi csak az első szabadedzésre kapta meg Chilton autóját.

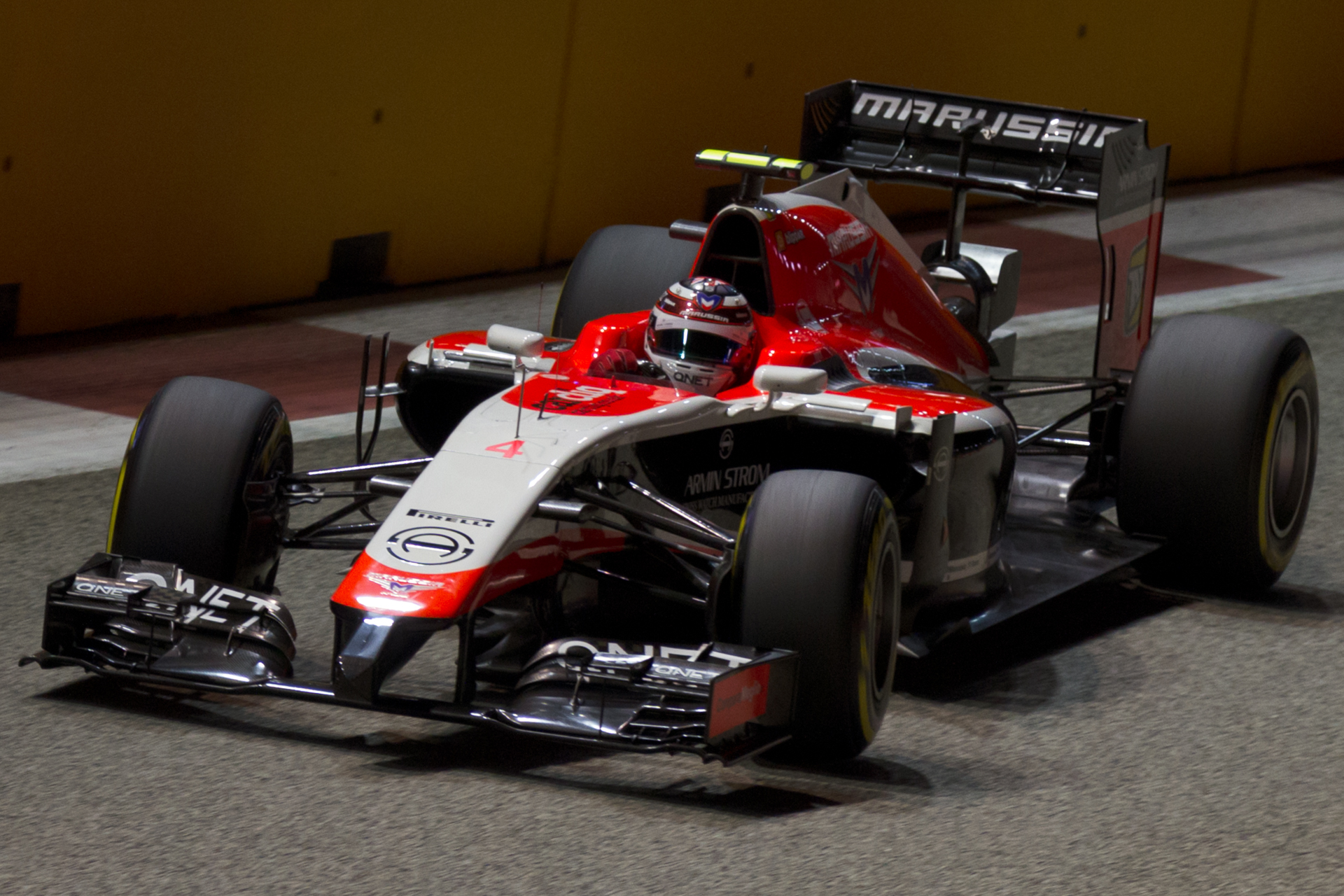
A 2014-es szingapúri nagydíjon a Marussia volánja mögött

Miután csapata, a Marussia F1 Team csődbe ment, 2015-re már Manor Marussia F1 Team néven álltak rajthoz a Will Stevens, Roberto Merhi párossal és Chiltont pedig menesztették.

### Le Mans-i 24 órás verseny
2015-ben rajthoz állt a Le Mans-i 24 órás versenyen az LMP1-es kategóriában a gyári Nissan Motorsports csapatával. A versenyen 234 kört tett meg, de végül váltóhiba miatt nem tudta befejezni a futamot.

### IndyCar

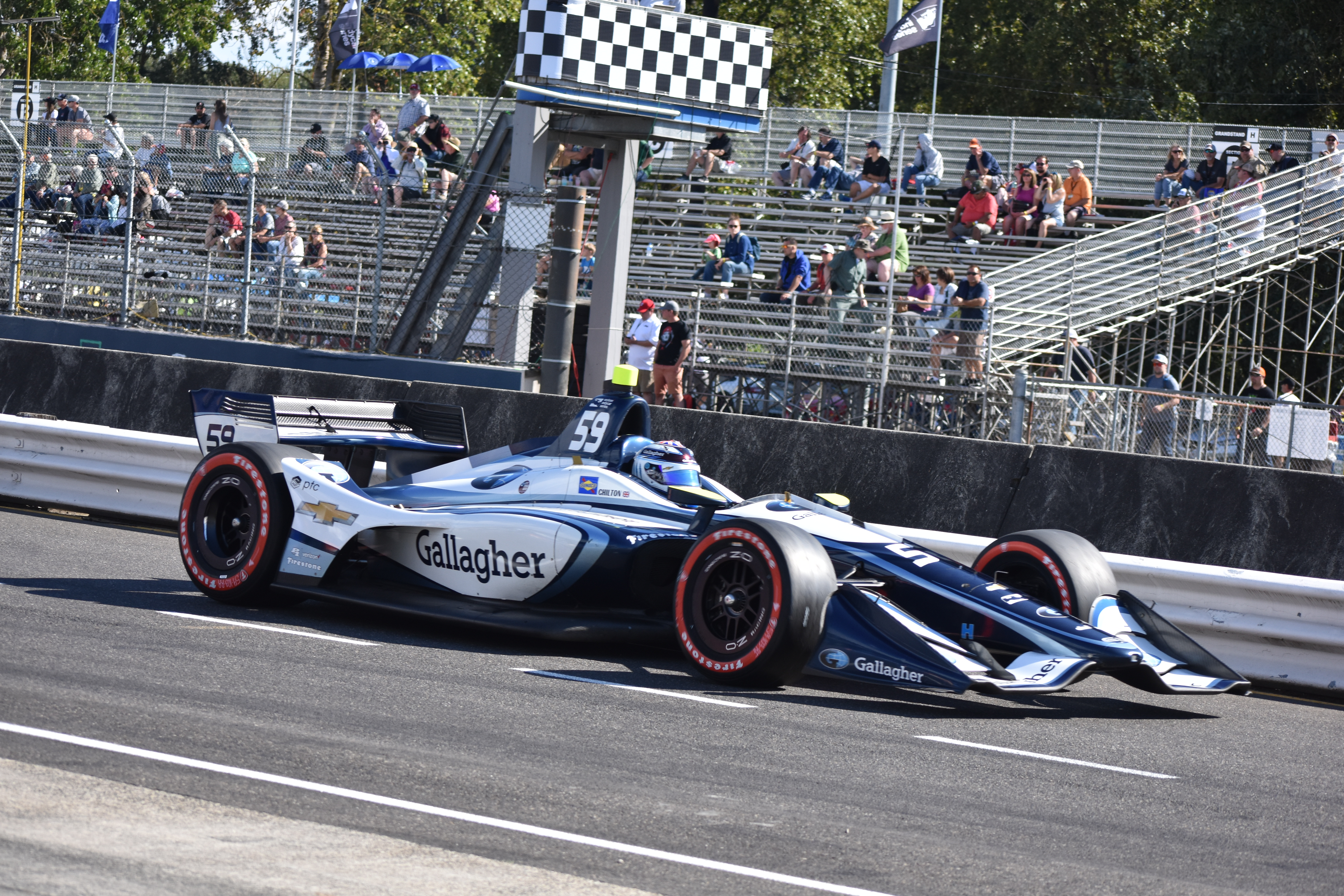
A 2018-as InyCar-szezon portlandi nagydíján.

2016-ban a Chip Ganassi Racing bejelentette hogy ő lesz a csapat egyik versenyzője. 2018-ra csapatot váltott és a Carlin Motorsport pilótája lett. A legjobb eredménye a 2017-es indianapolisi 500-on elért 4. pozíció.
2019-re eredetileg teljes szezonra írt alá a brit gárdához egy újabb idényre, azonban a detroiti versenyhétvége során bejelentette, hogy kihagyja az évben hátralévő négy darab ovál pályás versenyt különböző okok miatt és kizárólag csak az utcai illetve az épített pályás versenyeken vesz részt.  A 2019-es Indy 500-ra nem tudta magát kvalifikálni, ezért nem indulhatott rajta, 2016 óta először. 2020. február 7-én bejelentették a 2020-as évadra szóló szerződéshosszabbítását, amely az utcai és az épített pályás futamok mellett tartalmazza az Indianapolisi 500-on való részvételt is.
2022 februárjában a Carlin anyagi nehézségei miatt önállócsapatként befejezte a sorozatban való részvételét és minden felszerelésüket eladták a Juncos Hollinger Racingnek és az ő technikai partnerükként folytatták a 2022-es kiírásban. Február 4-én Chilton bejelentette, hogy a McMurtry Automotive által fejlesztett Speirling EV autómodell fejlesztő-pilótája és cég szóvivője lett.

## Eredményei

### Karrier összefoglaló
| Szezon | Bajnokság                   | Csapat                   | Verseny     | Győzelem    | Pole        | Leggyorsabb | Dobogó      | Pont        | Pozíció     |
| ------ | --------------------------- | ------------------------ | ----------- | ----------- | ----------- | ----------- | ----------- | ----------- | ----------- |
| 2005   | T Cars                      |                          |             |             |             |             | 7           |             | 8.          |
| 2005   | T Cars Autumn Trophy        | 7                        | 0           | 0           | 0           | 4           | 106         | 3.          |             |
| 2006   | T Cars                      | Tomax                    | 20          | 7           | 7           |             | 14          | 167         | 2.          |
| 2007   | Brit Formula–3-as bajnokság | Arena Motorsport         | 20          | 0           | 0           | 0           | 0           | 0           | 18.         |
| 2008   | Brit Formula–3-as bajnokság | Hitech Racing            | 22          | 0           | 2           | 1           | 2           | 72          | 10.         |
| 2009   | Brit Formula–3-as bajnokság | Carlin Motorsport        | 20          | 1           | 4           | 2           | 5           | 171         | 4.          |
| 2009   | Formula Renault 3.5         | Comtec Racing            | 1           | 0           | 0           | 0           | 0           | 0           | 40.         |
| 2010   | GP2                         | Ocean Racing Technology  | 20          | 0           | 0           | 0           | 0           | 3           | 25.         |
| 2011   | GP2                         | Carlin                   | 18          | 0           | 0           | 0           | 0           | 4           | 20.         |
| 2012   | GP2                         | Marussia Carlin GP2 Team | 24          | 2           | 2           | 0           | 4           | 169         | 4.          |
| 2012   | Formula–1                   | Marussia F1 Team         | Tesztpilóta | Tesztpilóta | Tesztpilóta | Tesztpilóta | Tesztpilóta | Tesztpilóta | Tesztpilóta |
| 2013   | Formula–1                   | Marussia F1 Team         | 19          | 0           | 0           | 0           | 0           | 0           | 23.         |
| 2014   | Formula–1                   | Marussia F1 Team         | 16          | 0           | 0           | 0           | 0           | 0           | 21.         |
| 2015   | Indy Lights                 | Carlin Motorsport        | 14          | 1           | 3           | 2           | 6           | 258         | 5.          |
| 2015   | Le Mans-i 24 órás verseny   | Nissan Motorsports       | 1           | 0           | 0           | 0           | 0           | 0           | 34.         |
| 2016   | IndyCar                     | Chip Ganassi Racing      | 16          | 0           | 0           | 0           | 0           | 267         | 19.         |
| 2017   | IndyCar                     | Chip Ganassi Racing      | 17          | 0           | 0           | 0           | 0           | 396         | 11.         |
| 2018   | IndyCar                     | Carlin Motorsport        | 17          | 0           | 0           | 0           | 0           | 223         | 19.         |
| 2019   | IndyCar                     | Carlin Motorsport        | 12          | 0           | 0           | 0           | 0           | 184         | 22.         |
| 2020   | IndyCar                     | Carlin Motorsport        | 9           | 0           | 0           | 0           | 0           | 147         | 22.         |
| 2021   | IndyCar                     | Carlin Motorsport        | 12          | 0           | 0           | 0           | 0           | 135         | 25.         |

### Teljes Formula Renault 3.5 Series eredménylistája
(Táblázat értelmezése)

(Félkövér: pole-pozícióból indult; dőlt: leggyorsabb kört futott) 

| Év   | Csapat        | 1       | 2       | 3       | 4       | 5          | 6       | 7       | 8       | 9       | 10      | 11      | 12      | 13      | 14      | 15      | 16      | 17      | Helyezés | Pont |
| ---- | ------------- | ------- | ------- | ------- | ------- | ---------- | ------- | ------- | ------- | ------- | ------- | ------- | ------- | ------- | ------- | ------- | ------- | ------- | -------- | ---- |
| 2009 | Comtec Racing | CAT SPR | CAT FEA | SPA SPR | SPA FEA | MON FEA 19 | HUN SPR | HUN FEA | SIL SPR | SIL FEA | LMS SPR | LMS FEA | ALG SPR | ALG FEA | NÜR SPR | NÜR FEA | ARA SPR | ARA FEA | 40.      | 0    |

### Teljes GP2-es eredménysorozata
(Táblázat értelmezése)

(Félkövér: pole-pozícióból indult; dőlt: leggyorsabb kört futott) 

| Év   | Csapat                   | 1          | 2          | 3          | 4          | 5          | 6           | 7          | 8          | 9          | 10         | 11         | 12         | 13         | 14         | 15         | 16         | 17         | 18         | 19         | 20         | 21        | 22        | 23        | 24         | Helyezés | Pont |
| ---- | ------------------------ | ---------- | ---------- | ---------- | ---------- | ---------- | ----------- | ---------- | ---------- | ---------- | ---------- | ---------- | ---------- | ---------- | ---------- | ---------- | ---------- | ---------- | ---------- | ---------- | ---------- | --------- | --------- | --------- | ---------- | -------- | ---- |
| 2010 | Ocean Racing Technology  | ESP FEA 18 | ESP SPR 16 | MON FEA Ki | MON SPR 14 | TUR FEA 9  | TUR SPR 11  | VAL FEA Ki | VAL SPR 11 | GBR FEA 19 | GBR SPR 19 | GER FEA 19 | GER SPR 16 | HUN FEA 17 | HUN SPR 16 | BEL FEA 17 | BEL SPR 11 | ITA FEA 8  | ITA SPR 5  | UAE FEA 12 | UAE SPR 12 |           |           |           |            | 24.      | 3    |
| 2011 | Carlin                   | TUR FEA Ki | TUR SPR 17 | ESP FEA 12 | ESP SPR 11 | MON FEA 7  | MON SPR 6   | VAL FEA Ki | VAL SPR Ki | GBR FEA Ki | GBR SPR 19 | GER FEA 17 | GER SPR 6  | HUN FEA 18 | HUN SPR Ki | BEL FEA 15 | BEL SPR 16 | ITA FEA Ki | ITA SPR 18 |            |            |           |           |           |            | 20.      | 4    |
| 2012 | Marussia Carlin GP2 Team | MAL FEA 3  | MAL SPR 7  | BHR1 FEA 4 | BHR1 SPR 5 | BHR2 FEA 5 | BHR2 SPR 13 | ESP FEA 7  | ESP SPR 5  | MON FEA 5  | MON SPR 2  | VAL FEA 7  | VAL SPR 4  | GBR FEA 9  | GBR SPR 19 | GER FEA 14 | GER SPR Ki | HUN FEA 1  | HUN SPR 11 | BEL FEA 12 | BEL SPR 22 | ITA FEA 4 | ITA SPR 6 | SIN FEA 1 | SIN SPR 19 | 4.       | 169  |

### Teljes GP2 Asia Series eredménylistája
(Táblázat értelmezése)

(Félkövér: pole-pozícióból indult; dőlt: leggyorsabb kört futott) 

| Év      | Csapat                  | 1           | 2           | 3          | 4          | 5           | 6           | 7           | 8           | Helyezés | Pont |
| ------- | ----------------------- | ----------- | ----------- | ---------- | ---------- | ----------- | ----------- | ----------- | ----------- | -------- | ---- |
| 2009–10 | Barwa Addax Team        | UAE1 FEA 16 | UAE1 SPR 17 |            |            | BHR1 FEA 18 | BHR1 SPR 12 | BHR2 FEA 19 | BHR2 SPR 15 | 18.      | 2    |
| 2009–10 | Ocean Racing Technology |             |             | UAE2 FEA 8 | UAE2 SPR 6 |             |             |             |             | 18.      | 2    |
| 2011    | Carlin                  | UAE FEA 12  | UAE SPR 18  | SMR FEA 22 | SMR SPR 15 |             |             |             |             | 22.      | 0    |

### Teljes Formula–1-es eredménysorozata
(Táblázat értelmezése)

(Félkövér: pole-pozícióból indult; dőlt: leggyorsabb kört futott) 

| Év   | Csapat   | 1      | 2      | 3      | 4      | 5      | 6      | 7      | 8      | 9      | 10     | 11     | 12     | 13     | 14     | 15     | 16     | 17     | 18     | 19     | 20  | Helyezés | Pont |
| ---- | -------- | ------ | ------ | ------ | ------ | ------ | ------ | ------ | ------ | ------ | ------ | ------ | ------ | ------ | ------ | ------ | ------ | ------ | ------ | ------ | --- | -------- | ---- |
| 2012 | Marussia | AUS    | MAL    | CHN    | BHR    | ESP    | MON    | CAN    | EUR    | GBR    | GER    | HUN    | BEL    | ITA    | SIN    | JPN    | KOR    | IND    | UAE Tp | USA    | BRA | –        | –    |
| 2013 | Marussia | AUS 17 | MAL 16 | CHN 17 | BHR 20 | ESP 19 | MON 14 | CAN 20 | GBR 17 | GER 19 | HUN 17 | BEL 19 | ITA 20 | SIN 17 | KOR 17 | JPN 19 | IND 17 | UAE 21 | USA 21 | BRA 19 |     | 23.      | 0    |
| 2014 | Marussia | AUS 13 | MAL 15 | BHR 13 | CHN 19 | ESP 19 | MON 14 | CAN Ki | AUT 17 | GBR 16 | GER 17 | HUN 16 | BEL 16 | ITA Ki | SIN 17 | JPN 18 | RUS Ki | USA    | BRA    | UAE    |     | 21.      | 0    |

### Le Mans-i 24 órás autóverseny
| Év   | Csapat             | Csapattárs                     | Autó                 | Kategória | Kör | Összetett Helyezés | Kategória Helyezés |
| ---- | ------------------ | ------------------------------ | -------------------- | --------- | --- | ------------------ | ------------------ |
| 2015 | Nissan Motorsports | Olivier Pla Jann Mardenborough | Nissan GT-R LM Nismo | LMP1      | 234 | Kiesett            | Kiesett            |

### Teljes Indy Lights eredménysorozata
(Táblázat értelmezése)

(Félkövér: pole-pozícióból indult; dőlt: leggyorsabb kört futott) 

| Év   | Csapat            | 1      | 2     | 3     | 4     | 5     | 6     | 7     | 8       | 9   | 10  | 11    | 12    | 13    | 14    | 15     | 16    | Helyezés | Pont |
| ---- | ----------------- | ------ | ----- | ----- | ----- | ----- | ----- | ----- | ------- | --- | --- | ----- | ----- | ----- | ----- | ------ | ----- | -------- | ---- |
| 2015 | Carlin Motorsport | STP 12 | STP 4 | LBH 5 | ALA 5 | ALA 3 | IMS 4 | IMS 3 | INDY Ni | TOR | TOR | MIL 6 | IOW 1 | MDO 2 | MDO 2 | LAG 11 | LAG 3 | 5.       | 258  |

### Teljes IndyCar eredménysorozata
| Év   | Csapat              | 1      | 2      | 3      | 4      | 5      | 6       | 7       | 8      | 9      | 10     | 11     | 12     | 13     | 14     | 15     | 16     | 17     | Helyezés | Pont |
| ---- | ------------------- | ------ | ------ | ------ | ------ | ------ | ------- | ------- | ------ | ------ | ------ | ------ | ------ | ------ | ------ | ------ | ------ | ------ | -------- | ---- |
| 2016 | Chip Ganassi Racing | STP 17 | PHX 7  | LBH 14 | ALA 21 | IMS 14 | INDY 15 | DET 21  | DET 22 | ROA 20 | IOW 19 | TOR 18 | MDO 16 | POC 13 | TXS 15 | WGL 10 | SNM 16 |        | 19.      | 267  |
| 2017 | Chip Ganassi Racing | STP 16 | LBH 14 | ALA 12 | PHX 20 | IMS 7  | INDY 4  | DET 11  | DET 15 | TXS 8  | ROA 9  | IOW 14 | TOR 7  | MDO 15 | POC 18 | GTW 17 | WGL 8  | SNM 12 | 11.      | 396  |
| 2018 | Carlin Motorsport   | STP 19 | PHX 18 | LBH 17 | ALA 22 | IMS 16 | INDY 22 | DET 20  | DET 11 | TXS 12 | ROA 17 | IOW 15 | TOR 23 | MDO 24 | POC 13 | GTW 17 | POR 18 | SNM 21 | 19.      | 223  |
| 2019 | Carlin Motorsport   | STP 16 | COA 21 | ALA 22 | LBH 14 | IMS 18 | INDY NK | DET 17  | DET 15 | TXS    | ROA 16 | TOR 14 | IOW    | MDO 16 | POC    | GTW    | POR 11 | LAG 19 | 22.      | 186  |
| 2020 | Carlin Motorsport   | TXS    | IMS 16 | ROA 17 | ROA 15 | IOW    | IOW     | INDY 17 | GTW    | GTW    | MDO 16 | MDO 13 | IMS 11 | IMS 19 | STP 12 |        |        |        | 22.      | 147  |
| 2021 | Carlin Motorsport   | ALA 20 | STP 24 | TXS    | TXS    | IMS Vi | INDY 24 | DET 22  | DET 22 | ROA 10 | MDO 18 | NSH 18 | IMS 20 | GTW    | POR 19 | LAG 21 | LBH 15 |        | 25.      | 134  |

#### Indianapolis 500
| Év   | Kasztni | Motor     | Rajthely | Eredmény | Csapat              |
| ---- | ------- | --------- | -------- | -------- | ------------------- |
| 2016 | Dallara | Chevrolet | 22       | 15       | Chip Ganassi Racing |
| 2017 | Dallara | Chevrolet | 15       | 4        | Chip Ganassi Racing |
| 2018 | Dallara | Chevrolet | 20       | 22       | Carlin Motorsport   |
| 2019 | Dallara | Chevrolet | NK       | NK       | Carlin Motorsport   |
| 2020 | Dallara | Chevrolet | 27       | 17       | Carlin Motorsport   |
| 2021 | Dallara | Chevrolet | 29       | 24       | Carlin Motorsport   |